# NES Four Score

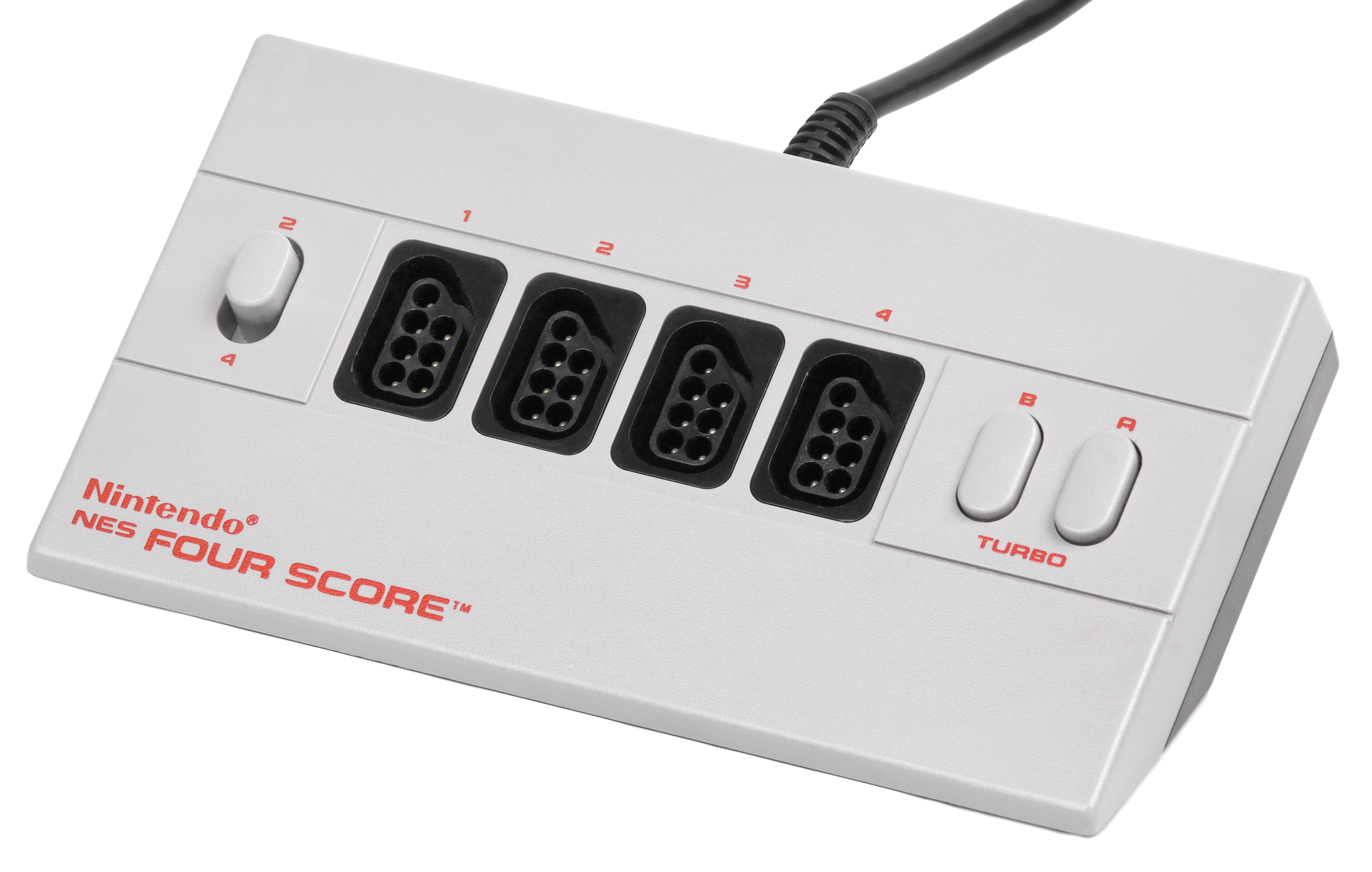
NES Four Score.

O NES Four Score é um acessório para o Nintendo Entertainment System criado pela Nintendo. Ele permite partidas four-player em certos jogos que possuem suporte ao dispositivo. O Four Score foi lançado em 1990.
No Four Score, há uma opção para selecionar entre os modos de 2 jogadores e 4 jogadores, e os botões A e B  podem proporcionar a qualquer controle conectado uma melhora de velocidade (turbo). O Four Score pode também ser utilizado como cabo de extensão do controle.

## Jogos compatíveis
| - 8-Bit Xmas 2011 - Bomberman II - Championship Bowling - Danny Sullivan's Indy Heat - Gauntlet II - Greg Norman's Golf Power - Harlem Globetrotters - Kings of the Beach - Magic Johnson's Fast Break - Monster Truck Rally - M.U.L.E. - NES Play Action Football | - A Nightmare on Elm Street - Nintendo World Cup - R.C. Pro-Am II - Rackets & Rivals - Roundball: 2 on 2 Challenge - Spot: The Video Game - Smash TV - Super Off Road - Super Jeopardy! - Super Spike V'Ball - Swords and Serpents - Top Players' Tennis |